# Закон и порядок: Специальный корпус (сезон 11)
Премьера одиннадцатого сезона полицейского процедурала «Закон и порядок: Специальный корпус» состоялась 23 сентября 2009 года на американском телеканале NBC; заключительная серия сезона вышла в эфир 19 мая 2010 года. В общей сложности, одиннадцатый сезон состоял из двадцати четырёх эпизодов.

## Актеры и персонажи

### Основной состав
- Кристофер Мелони — детектив Эллиот Стейблер
- Маришка Харгитей — детектив Оливия Бенсон
- Ричард Белзер — сержант Джон Манч
- Айс Ти — детектив Фин Тутуола
- Стефани Марч — помощник окружного прокурора Александра Кэбот (10 эпизодов)
- Би Ди Вонг — доктор Джордж Хуанг
- Тамара Тюни — доктор Мелинда Уорнер
- Дэнн Флорек — капитан Дон Крейген

### Специально приглашённая звезда
- Сэм Уотерстон — окружной прокурор Джек Маккой

## Эпизоды
| № общий | № в сезоне | Название                            | Режиссёр             | Автор сценария                                       | Дата премьеры    | Зрители в США (млн) |
| --- | ---------- | ----------------------------------- | -------------------- | ---------------------------------------------------- | ---------------- | ------------------- |
| 225 | 1          | «Unstable» «Неустойчивый»           | Артур У. Форни       | Джудит Маккрири                                      | 23 сентября 2009 | 8,4                 |
| Молодая девушка заявляет об изнасиловании. Детективы быстро находят подозреваемого, но в ходе расследования всплывает ещё один схожий случай изнасилования десятилетней давности. И обвинённый в этом преступлении уже отбывает назначенные судом 25 лет. - Приглашенные звезды: Уэнтуорт Миллер, Махершала Али и Кристин Лахти         |            |                                     |                      |                                                      |                  |                     |
| 226 | 2          | «Sugar» «Сахар»                     | Питер Лето           | Дэниел Трули                                         | 30 сентября 2009 | 8,1                 |
| В чемодане, выброшенном из поезда, найдено тело молодой девушки. Под подозрение попадает её бойфренд, однако он заявляет, что они давно расстались. Детективы выясняют, что девушка была на содержании богатого «папика». - Приглашенная звезда: Эрик Маккормак                                                                         |            |                                     |                      |                                                      |                  |                     |
| 227 | 3          | «Solitary» «Одиночка»               | Хелен Шейвер         | Аманда Грин                                          | 7 октября 2009   | 8,3                 |
| Молодая женщина пропала из собственной квартиры. Повсюду следы борьбы и крови. Её бойфренд рассказывает, что сосед снизу часто наблюдал за ними. Им оказывается бывший заключённый, которого Стейблер отправил в тюрьму 19 лет назад. - Приглашенная звезда: Стивен Ри                                                                  |            |                                     |                      |                                                      |                  |                     |
| 228 | 4          | «Hammered» «Мертвецки пьяный»       | Питер Лето           | Дон Денун                                            | 14 октября 2009  | 8,8                 |
| Утром мужчина обнаруживает свою квартиру в крови и убитую женщину на полу. Он утверждает, что ничего не помнит про вчерашний вечер, и отрицает употребления наркотиков и алкоголя. - Приглашенная звезда: Скотт Фоли |            |                                     |                      |                                                      |                  |                     |
| 229 | 5          | «Hardwired» «Запрограмированный»    | Дэвид Платт          | Мик Бетанкорт                                        | 21 октября 2009  | 9,2                 |
| Маленький мальчик обвиняется матерью одноклассника в попытке совращения её сына. Детективы полагают, что возможно этот мальчик и сам стал жертвой насилия. - Приглашенная звезда: Гаррет Диллахант |            |                                     |                      |                                                      |                  |                     |
| 230 | 6          | «Spooked» «Напуганный»              | Питер Лето           | Джонатан Грин                                        | 28 октября 2009  | 8,2                 |
| При попытке взлома фургона найдены два трупа — молодые мужнина и женщина. Все указывает на рядовое изнасилование и убийство, однако в ходе расследования выясняются связи этого преступления и с наркокартелем, и шпионажем. |            |                                     |                      |                                                      |                  |                     |
| 231 | 7          | «Users» «Пользователи»              | Дэвид Платт          | Майкл Анджели                                        | 4ноября 2009     | 7,9                 |
| Шестнадцатилетняя девушка из обеспеченной семьи найдена задушенной в номере дешёвой гостиницы. Детективы выясняют, что встречаться в подобных местах с незнакомцами её вынудил руководитель реабилитационного центра для трудных подростков. - Приглашенная звезда: Джеймс Фрейн                                                        |            |                                     |                      |                                                      |                  |                     |
| 232 | 8          | «Turmoil» «Смятение»                | Питер Лето           | Джудит Маккрири                                      | 11 ноября 2009   | 8,8                 |
| Помимо дела об изнасиловании несовершеннолетней девушки на вечеринке, детективы занимаются поисками сына Эллиота. |            |                                     |                      |                                                      |                  |                     |
| 233 | 9          | «Perverted» «Искажение»             | Дэвид Платт          | Дон Денун                                            | 18 ноября 2009   | 8,4                 |
| Детектива Бенсон обвиняют в жестоком убийстве байкера. Она не в состоянии объяснить присутствие её визитки на теле жертвы и ДНК на орудии убийства. |            |                                     |                      |                                                      |                  |                     |
| 234 | 10         | «Anchor» «Якорь»                    | Джонатан Каплан      | Аманда Грин и Дэниел Трули                           | 9 декабря 2009   | 7,9                 |
| Детектив Тутуола расследует убийства троих детей из семей иммигрантов. В суде защита убийцы пытается представить своего клиента жертвой телевизионной программы. - Приглашенная звезда: Джон Ларрокетт |            |                                     |                      |                                                      |                  |                     |
| 235 | 11         | «Quickie» «Халтура»                 | Дэвид Платт          | Кен Сторер                                           | 6 января 2010    | 10,6                |
| Молодая девушка найдена изнасилованной и задушенной в парке. Насильник заразил её ВИЧ. Детективы выходят на парня, который сознательно распространяет смертельный вирус. - Приглашенная звезда: Брайан Герати |            |                                     |                      |                                                      |                  |                     |
| 236 | 12         | «Shadow» «Тень»                     | Эми Редфорд          | Аманда Грин                                          | 13 января 2010   | 7,7                 |
| Пожилая семейная пара жестоко убита в собственном доме. В убийстве подозревают их дочь. - Приглашенные звезды: Сара Полсон и Навин Эндрюс |            |                                     |                      |                                                      |                  |                     |
| 237 | 13         | «P.C.» «Достаточное основание»      | Хуан Хосе Кампанелла | Дэниел Трули                                         | 3 марта 2010     | 8,1                 |
| Молодая женщина найдена в заброшенном здании. Детективам предстоит выяснить, что это: жертвоприношение вампиров или семейная разборка лесбийской пары. - Приглашенная звезда: Саттон Фостер |            |                                     |                      |                                                      |                  |                     |
| 238 | 14         | «Savior» «Спаситель»                | Питер Лето           | Мик Бетанкорт                                        | 3 марта 2010     | 8,1                 |
| Молодая девушка найдена задушенной в переулке, где собираются проститутки. На её тело брошена молельная карточка, такая же, как у убитой недавно проститутки. Детективы ищут того, кто убивая проституток, считает себя их спасителем. - Приглашенная звезда: Миша Бартон                                                               |            |                                     |                      |                                                      |                  |                     |
| 239 | 15         | «Confidential» «Конфиденциальность» | Питер Лето           | Джонатан Грин                                        | 10 марта 2010    | 8,5                 |
| Во время отключения электричества в офисном здании пропадает неизвестная женщина, тело которой позже найдено в мусорном баке. Детективы выясняют, что 22 года назад в этом здании уже было совершенно подобное преступление, и обвинённый в этом уже сидит в тюрьме. - Приглашенная звезда: Лена Олин                                   |            |                                     |                      |                                                      |                  |                     |
| 240 | 16         | «Witness» «Свидетель»               | Дэвид Платт          | Дон Денун и Кристин М. Торрес                        | 17 марта 2010    | 9,7                 |
| Молодая женщина заявляет о попытке изнасилования, избежать которого она смогла, когда на насильника напала чернокожая женщина. Однако, спасительница утверждает, что ничего подобного не было. Алекс Кэбот принимает решение перейти на работу в международный суд в зоне конфликтов. - Приглашенные звезды: Фишер Стивенс и Диора Бэрд |            |                                     |                      |                                                      |                  |                     |
| 241 | 17         | «Disabled» «Калека»                 | Пол Блэк             | Джудит Маккрири                                      | 24 марта 2010    | 10,6                |
| В собственноё квартире найдена изнасилованной женщина-инвалид. Судя по синякам на её теле, она подвергалась систематическим избиениям. |            |                                     |                      |                                                      |                  |                     |
| 242 | 18         | «Bedtime» «На сон грядущий»         | Хелен Шейвер         | Сценарий: Нил Бэр и Дэниел Трули Сюжет: Чарли Дейвис | 31 марта 2010    | 10,1                |
| Расследуя изнасилование и убийство молодой женщины, детективы выходят на серийного маньяка, который орудовал в 70-х годах прошлого столетия. Однако одна из жертв, которых ошибочно приписали ему, таит ещё большую тайну. - Приглашенные звезды: Жаклин Смит и Энн-Маргрет                                                             |            |                                     |                      |                                                      |                  |                     |
| 243 | 19         | «Conned» «Обманщик»                 | Дэвид Платт          | Кен Сторер                                           | 7 апреля 2010    | 8,4                 |
| Во время свадебной церемонии в подсобке найден труп жестоко избитого молодого человека. Детективы выясняют, что он мошенник, обманывающий всех, кто встречается ему на пути. |            |                                     |                      |                                                      |                  |                     |
| 244 | 20         | «Beef» «Говядина»                   | Питер Лето           | Лиза Лумер                                           | 21 апреля 2010   | 8,8                 |
| Расследуя смерть молодой женщины, детективы выясняют, что она была активисткой, защищающей права животных. Девушка снимала фильм о вреде мяса, и, возможно, именно это явилось причиной её гибели. - Приглашенная звезда: Линн Коэн |            |                                     |                      |                                                      |                  |                     |
| 245 | 21         | «Torch» «Факел»                     | Питер Лето           | Мик Бетанкорт и Аманда Грин                          | 28 апреля 2010   | 9,5                 |
| Две девочки погибли во время пожара. Детективам предстоит выяснить, кто устроил поджог: извращенец-пироман или родной отец девочек. - Приглашенные звезды: Шэрон Стоун и Фрэнк Диллэйн |            |                                     |                      |                                                      |                  |                     |
| 246 | 22         | «Ace» «Туз»                         | Дэвид Платт          | Джонатан Грин                                        | 5 мая 2010       | 8,4                 |
| Расследуя серию изнасилований беременных женщин, детективы выходят на хорошо организованную группу, занимающуюся продажей младенцев с последующим убийствами их матерей. - Приглашенная звезда: Дэвид Пеймер |            |                                     |                      |                                                      |                  |                     |
| 247 | 23         | «Wannabe» «Подражатель»             | Дэвид Платт          | Дон Денун                                            | 12 мая 2010      | 8,6                 |
| В центральном парке в ходе масштабной операции, задержан серийный педофил. Однако задержание проведено с грубыми нарушениями, а офицер, проводивший его, не является работником полиции. |            |                                     |                      |                                                      |                  |                     |
| 248 | 24         | «Shattered» «Разрушение»            | Питер Лето           | Аманда Грин и Дэниел Трули                           | 19 мая 2010      | 8,8                 |
| Маленького мальчика похищают средь бела дня. Детективам предстоит выяснить, кто из родителей ребёнка оплатил это похищение. - Приглашенная звезда: Изабель Юппер |            |                                     |                      |                                                      |                  |                     |